# Brönner Kinderbuchverlag
Der Brönner Kinderbuchverlag gehörte zur Brönner-Umschau-Gruppe und war in den 1970er Jahren für innovative Kinderbücher bekannt.

## Verlagsgeschichte
Der Brönner Kinderbuchverlag hatte seinen Sitz in Frankfurt am Main und nannte sich zuletzt Umschau Verlag Breidenstein KG. 
Der Verlag hat in den 1970er Jahren zahlreiche Sachbücher und Filmbücher in Serien für Kinder veröffentlicht. Für die Kleinsten gab es Märchen- und Bilderbücher. Die Bücher zeichneten sich aus durch eine einfache verständliche Sprache und ihre farbige Bebilderung mit origineller Gestaltung und teils innovativer Technik (z. B. plastische Bilder beim Aufklappen, Hologramme) aus. Spielerisch, aber doch sehr unverblümt, wird Wissen vermittelt – vom Zählen-Lernen bis hin zur Verkehrskunde mit dem Katzenpeter. 
Am bekanntesten und umfangreichsten dürfte die Serie Meine erste Bücherei sein. Die ersten 38 Bände wurden 1971 und 1972 wie auch viele andere Titel aus dem Englischen ins Deutsche übertragen. Seltener sind dann die Bände 39–44 von 1976 und die Bände 45–52 von 1978. Eine weitere Sachbuchreihe über fünf Bände war So war’s früher.
Bemerkenswert ist die Zusammenarbeit mit der Augsburger Puppenkiste. Neben weiteren Filmhelden wie beispielsweise dem Katzenpeter oder dem Paddington Bären wurden auch die Figuren des Puppentheaters im Buchformat herausgegeben. Die Serie des tierlieben Jungen Mischa erfreute sich 1972/73 ebenfalls großer Beliebtheit. Ihre Wirkung erzielte sie nicht zuletzt durch die Illustrationen von Dominique und Edith Robin.